# Літогоща
Літого́ща — село в Україні, у Луцькому районі Волинської області. Входить до складу Рожищенської міської громади. Населення становить 294 особи.

## Географія
Селом протікає річка Стохід.

## Історія
У 1906 році село Велицької волості Ковельського повіту Волинської губернії. Відстань від повітового міста 39 верст, від волості 5. Дворів 39, мешканців 262.
05 лютого 1965 року Указом Президії Верховної Ради Української РСР передано Літогощенську сільраду Ковельського району до складу Рожищенського району.
12 червня 2020 року, згідно з розпорядженням Кабінету Міністрів України  № 708-р, село увійшло до складу Рожищенської міської громади.
19 липня 2020 року, в результаті адміністративно-територіальної реформи та ліквідації Рожищенського району, село увійшло до складу новоутвореного Луцького району.

## Населення
Згідно з переписом УРСР 1989 року чисельність наявного населення села становила 295 осіб, з яких 136 чоловіків та 159 жінок.
За переписом населення України 2001 року в селі мешкали 293 особи.

### Мова
Розподіл населення за рідною мовою за даними перепису 2001 року:
| Мова       | Відсоток |
| ---------- | -------- |
| українська | 99,66 %  |
| російська  | 0,34 %   |